# Cristina Nombela
Cristina Nombela Otero (Cartagena, 1978) es una investigadora, neurocientífica y profesora universitaria española.
Doctorada en neurociencia por la Universidad de Murcia (UM), sus líneas de investigación se han centrado en las enfermedades neurodegenerativas, y más específicamente en las alteraciones cognitivas derivadas de la enfermedad de Parkinson. Habiéndose formado y ejercido como profesional en centros como la Universidad de Cambridge, la Universidad Politécnica de Cartagena o la propia UM, Nombela terminó por recalar en la Facultad de Psicología de la Universidad Autónoma de Madrid.
En un intento de visibilizar la aportación de las mujeres que trabajaron con Santiago Ramón y Cajal, Nombela fue coautora del artículo Las científicas «invisibles» de la escuela de Cajal (2022), publicado junto a Elena Giné Domínguez y Fernando de Castro Soubriet, este último científico del Consejo Superior de Investigaciones Científicas y nieto del colaborador homónimo de Ramón y Cajal. Relato de un descubrimiento: las mujeres en la escuela de Cajal es también el título de una de las ponencias donde Nombela rebate la creencia tradicional de que la escuela de Cajal estaba compuesta exclusivamente por hombres. El estudio de los documentos y memorias de Ramón y Cajal le permitió demostrar lo contrario, identificando a varias neurocientíficas que habían pasado desapercibidas hasta entonces, algunas de las cuales incluso habían «superado a su maestro» en palabras del mismo Cajal.